# Victor Film Company
Victor Film Company foi uma companhia cinematográfica estadunidense formada em 1912, pela estrela Florence Lawrence e seu marido, Harry Solter, originários da Independent Moving Pictures Company (IMP), de Carl Laemmle. A companhia estabeleceu seus estúdios em Fort Lee, Nova Jérsei, numa época em que os primeiros estúdios de cinema estadunidenses tinham ali suas bases. Em 1913 foi comprada pela Universal Pictures, e em 1917 encerrou suas atividades, sendo totalmente absorvida pela Universal.

## Histórico

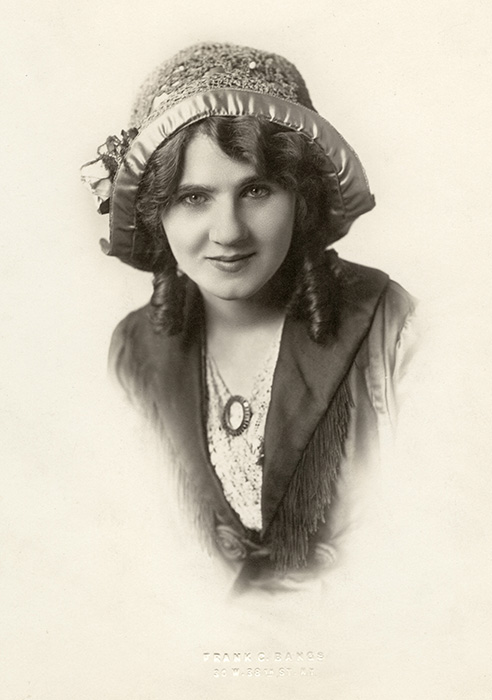
Florence Lawrence, uma das fundadoras da Victor Film Company.

Durante os primeiros anos do cinema mudo, os atores não eram creditados, porque os proprietários de estúdios temiam que a fama pudesse levar à exigência de salários mais elevados. Num momento em que os atores começavam a ser reconhecidos e a receber créditos nos filmes, Carl Laemmle, da Independent Moving Pictures Company (IMP), iniciou uma campanha promocional de Florence Lawrence, que antes fora conhecida como “The Biograph Girl” (viera anteriormente do Biograph Studios, que fazia parte do Motion Picture Patents Company), fazendo dela a “Primeira Estrela de Cinema da América”.
Em 1912, Lawrence e Solter fizeram um acordo com Carl Laemmle, formando sua própria companhia, a Victor Film Company. Laemmle lhes deu total liberdade artística na companhia, e pagou a Lawrence quinhentos dólares por semana como protagonista e a Solter duzentos dólares por semana como diretor. O estúdio foi estabelecido em Fort Lee, Nova Jérsei.
Harry Solter já havia dirigido várias vezes Florence Lawrence na IMP e, agora com seu próprio estúdio, ele fez um grande número de curta-metragens estrelados por sua esposa, muitos dos quais co-estrelando Owen Moore, King Baggot e Fritzi Brunette.
Em 1912, Florence Lawrence anunciou que se aposentaria. Apesar disso, Lawrence acabou retornando ao trabalho em 1914, e durante as filmagens de Pawns of Destiny, no próprio estúdio que fundara, sofreu um acidente que lhe causou queimaduras e uma queda, deixando-a afastada do trabalho durante um tempo. A Universal Pictures se recusou a pagar as despesas médicas, e esse afastamento pode lhe ter custado, também, o declínio da carreira. Suas tentativas de voltar às filmagens foram frustradas; a primeira vez em 1916, causou o agravamento de sua doença, e depois em 1921, já havia sido quase esquecida pelo público, e a partir de então passou a ter papeis pequenos ou de figurantes, até seu suicídio, em 1938.

## Filmes

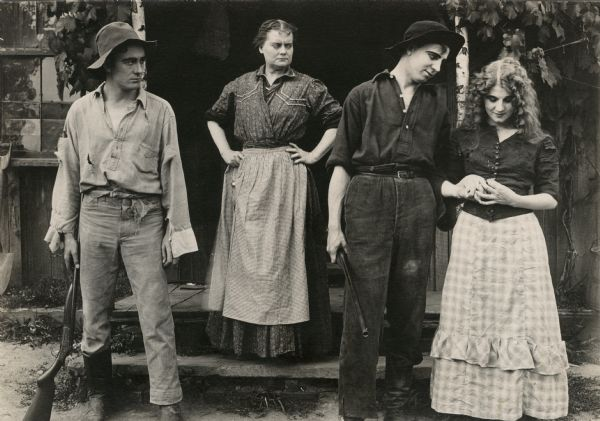
Cena do filme After All, produzido pela Victor Company em 1912, apresentando Florence Lawrence, Owen Moore, Gladden James e Victory Bateman.

Victor Film Company produziu mais de 400 filmes, e mesmo após ter sido comprado pela Universal Pictures, em 1913, continuou a produzir filmes como entidade separada, até 1917. O primeiro filme do estúdio foi In Swift Waters, um curta-metragem com Florence Lawrence e Owen Moore, dirigido por Harry Solter, lançado nos cinemas estadunidenses em 12 de julho de 1912.
O último filme sob o nome Victor Film Company, já há muito pertencente à Universal Pictures, foi The Fifth Boy, uma comédia curta-metragem escrita por King Vidor e estrelada por Guy Hayman, lançada em 29 de outubro de 1917. A distribuição dos filmes era sempre feita pela Universal.

## Encerramento
Com a fusão de vários estúdios para criar a colossal Universal Film Manufacturing Company, Florence Lawrence e Solter tiveram pouca escolha e venderam-lhes a Victor Film Company em 1913. Com Solter não mais envolvido, a Universal trouxe jovens diretores como Allan Dwan e James Kirkwood, Sr. A Victor Films como entidade ainda permaneceu em uso até 1917, quando foi absorvida completamente pela Universal.